# Кривки (Тернопольская область)
Кривки (укр. Кривки) — село в Микулинецкой поселковой общине Тернопольском районе Тернопольской области Украины.
До 2020 года входило в Теребовлянский район.
Население по переписи 2001 года составляло 264 человека. Занимает площадь 0,775 км². Почтовый индекс — 48120. Телефонный код — 3551.